# Train Interocéanique
Le Ferrocarril del Istmo de Tehuantepec, également connu sous le nom de Train Interocéanique , Ferrocarril Transístmico, ou encore Ferroistmo, ou bien encore Linea Z, est à la fois le nom d'une ligne de chemin de fer et celui de l'entreprise ferroviaire publique mexicaine qui détient cette ligne. Elle permet la traversée de l'isthme de Tehuantepec entre le port de Puerto Mexico, à Coatzacoalcos, sur le golfe du Mexique, dans l'État de Veracruz, et le port de Salina Cruz, Oaxaca, au bord de l'océan Pacifique. À l'origine, elle était connue sous le nom de Tehuantepec National Railway.
Les premiers projets de traversée de l'isthme, dès la fin du XVIIIe siècle et au cours du XIXe siècle, ont envisagé alternativement le creusement d'un canal, ou la construction d'une voie de chemin de fer. Bien des péripéties au cours du XIXe siècle ont abouti à plusieurs reprises à l'abandon du projet, qui s'est retrouvé à un moment en concurrence avec des projets de traversée par l'isthme de Panama, qui s'est doté d'un chemin de fer dès 1855, puis du Canal de Panama, dont les travaux débutent en 1881. La traversée de l'isthme de Tehuantepec ne connaîtra jamais de canal, mais un chemin de fer, achevé en 1907. Le Canal de Panama sera lui achevé en 1914.
Si cette voie de chemin de fer sert aussi au trafic des passagers, elle est aussi d'une importance cruciale pour les échanges de marchandises et le commerce international, en reliant les deux océans Atlantique et Pacifique, par les ports en eau profonde établis à ses deux extrémités, respectivement Coatzacoalcos et Salina Cruz. Ainsi, trafic ferroviaire et trafic maritime sont fortement articulés, via des points d'intermodalité et de transbordement. Au début des années 2020, la ligne de chemin de fer est redynamisée dans le cadre du corridor interocéanique de l'isthme de Tehuantepec.

## Description de la ligne

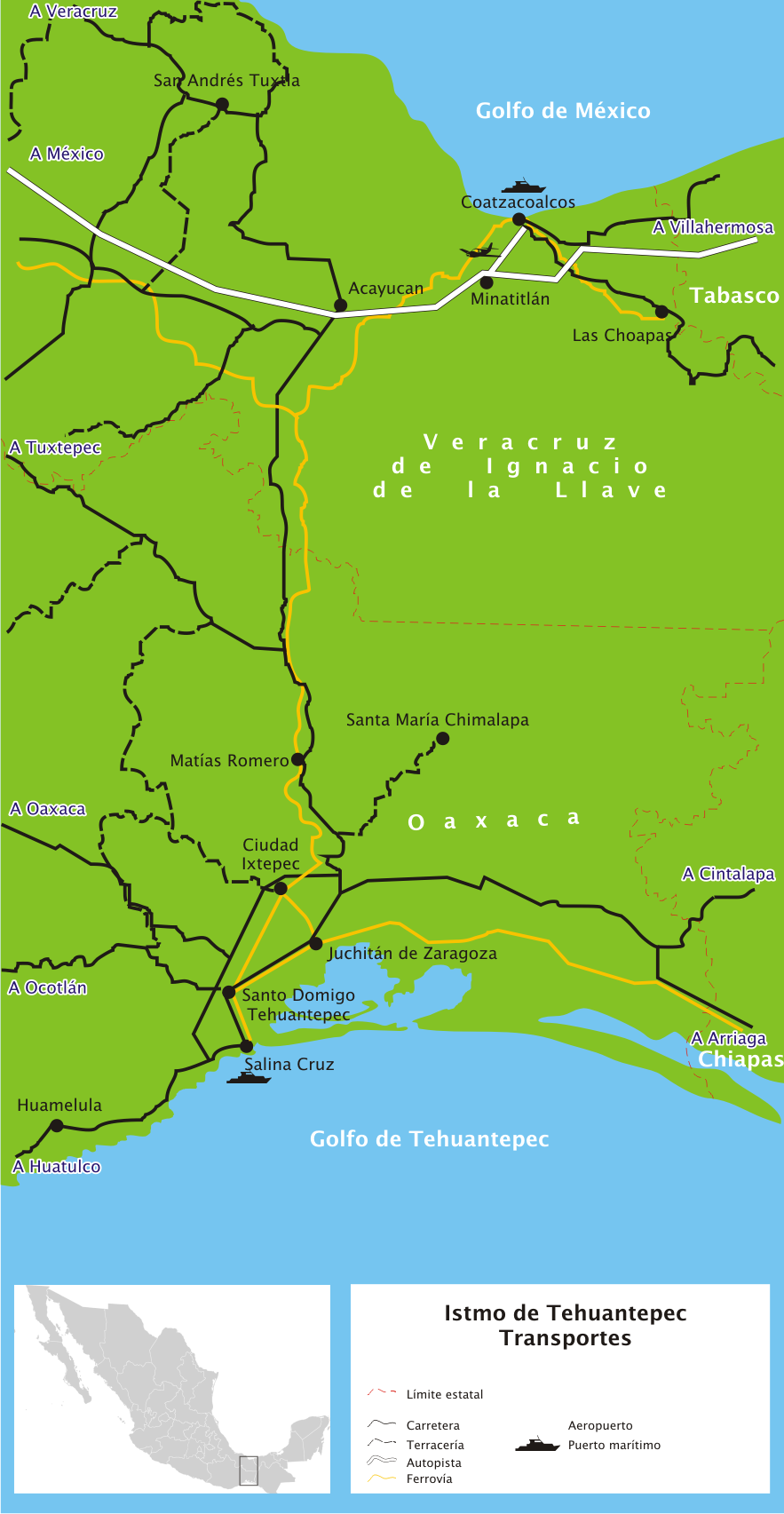
Transports dans l'Isthme de Tehuantepec

La ligne, de 214 kilomètres de long, débute à Coatzacoalcos, importante ville portuaire établie sur le golfe du Mexique, et qui possède deux ports industriels, dont l'un est un terminal pétrolier appartenant à compagnie Pemex, ainsi qu'un chantier naval important, nommé ASTIMAR 3.
De Coatzacoalcos, 
elle file d'abord vers le sud-ouest, en suivant le cours du Río Coatzacoalcos, puis plein sud, en desservant les localités de 
Jáltipan, 
Medias Aguas, 
Jesús Carranza, 
franchit la frontière d'État entre Veracruz et Oaxaca, puis dessert les localités de 
Donají, 
Mogoñé, 
Matías Romero, 
Chivela, 
Ixtepec, 
et enfin Salina Cruz. 
À Chivela, elle franchit un col de même nom, à 224 mètres d'altitude, laissant à l'ouest la Sierra Madre de Oaxaca, et à l'est la Sierra Madre de Chiapas, massifs montagneux culminant tous deux à plus de 2 000 mètres d'altitude.
Salina Cruz est elle aussi une ville portuaire importante, établie au bord de l'Océan Pacifique, puisqu'elle possède un port industriel, un chantier naval dénommé ASTIMAR 20, et une raffinerie de pétrole.
Industriellement, cette ligne permet donc aux produits d'être transportés d'un océan à l'autre, et d'être ensuite transbordés dans des navires industriels, notamment des tankers pétroliers et chimiques ou des porte-conteneurs. 
Cet itinéraire permet, pour certains produits industriels destinés à l'exportation, d'éviter le canal de Panama pour basculer d'un océan à un autre. Dès sa conception à l'extrême fin XIXe siècle, le plan prévoyait l'aménagement de ports en eau profonde à ses deux extrémités.

## Histoire

### D'ambitieux projets avortés
En préambule aux premières concrétisations de ce projet de traversée de l'isthme de Tehuantepec, il convient de mentionner les premiers hypothèses de traversée des isthmes américains en Amérique centrale, proposés par Francisco López de Gómara dès 1554. Celui-ci envisageait alors quatre solutions : deux par l'actuel État de Panama, avec une première solution par la région du Darien, et une seconde par le río Chagres, secteur où se trouve l'actuel canal de Panama. Une autre solution était envisagée dans l'actuel Nicaragua, via le río San Juan, et enfin le projet par l'isthme de Tehuantepec.

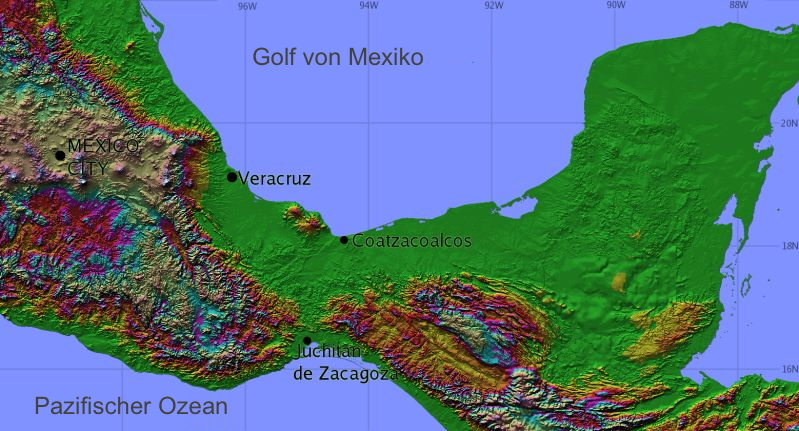
Carte topographique de l'isthme, montrant le seul passage possible : le col de Chivela

L'idée d'une traversée de l'isthme de Tehuantepec à des fins commerciales revient en 1774, où un ingénieur du nom d'Augustin Cramer, sur ordre du vice-roi de Nouvelle-Espagne, Antonio María de Bucareli y Ursúa, procède à une première levée en vue du creusement d'un canal. Le projet d'Augustin Cramer envisageait, à travers un canal de 18 miles, soit environ 30 kilomètres, de relier les sources des fleuves coulant vers le nord et le golfe du Mexique (bassin fluvial du río Coatzacoalcos), à celles coulant vers le sud et l'océan Pacifique (bassins fluviaux du río Tehuantepec ou du Los Perros),.
Un nouveau projet de canal est présenté en 1814 aux Cortes d'Espagne, qui privilégie cet itinéraire de préférence aux itinéraires alternatifs passant par les actuels Nicaragua ou Panama.
Le projet revient en 1842, lorsque le président du Mexique Antonio López de Santa Anna confie à Jose de Garay une concession sur l'isthme, avec mission au choix de creuser un canal ou de construire une voie de chemin de fer. Dans le même cadre, l'Italien Gaetano Moro propose un canal reliant les bassins fluviaux, long de 50 miles, soit environ 80 kilomètres, et comprenant 161 écluses. Les tensions entre le Mexique et les États-Unis conduisent cependant Garay à revendre ses parts, et après deux transferts successifs de concession en 1848 et 1849, celle-ci échoit à la société américaine Tehuantepec Railroad Company, qui privilégiera un itinéraire par Panama (cette voie panaméenne sera construite entre 1850 et 1855). Le manque de fonds et les risques de guerre entre le Mexique et les États-Unis auront finalement raison de ce nouveau projet empruntant le col de Chivela, que le Sénat mexicain annule en 1851, par crainte d'une annexion de la région de Tehuantepec par les États-Unis,.

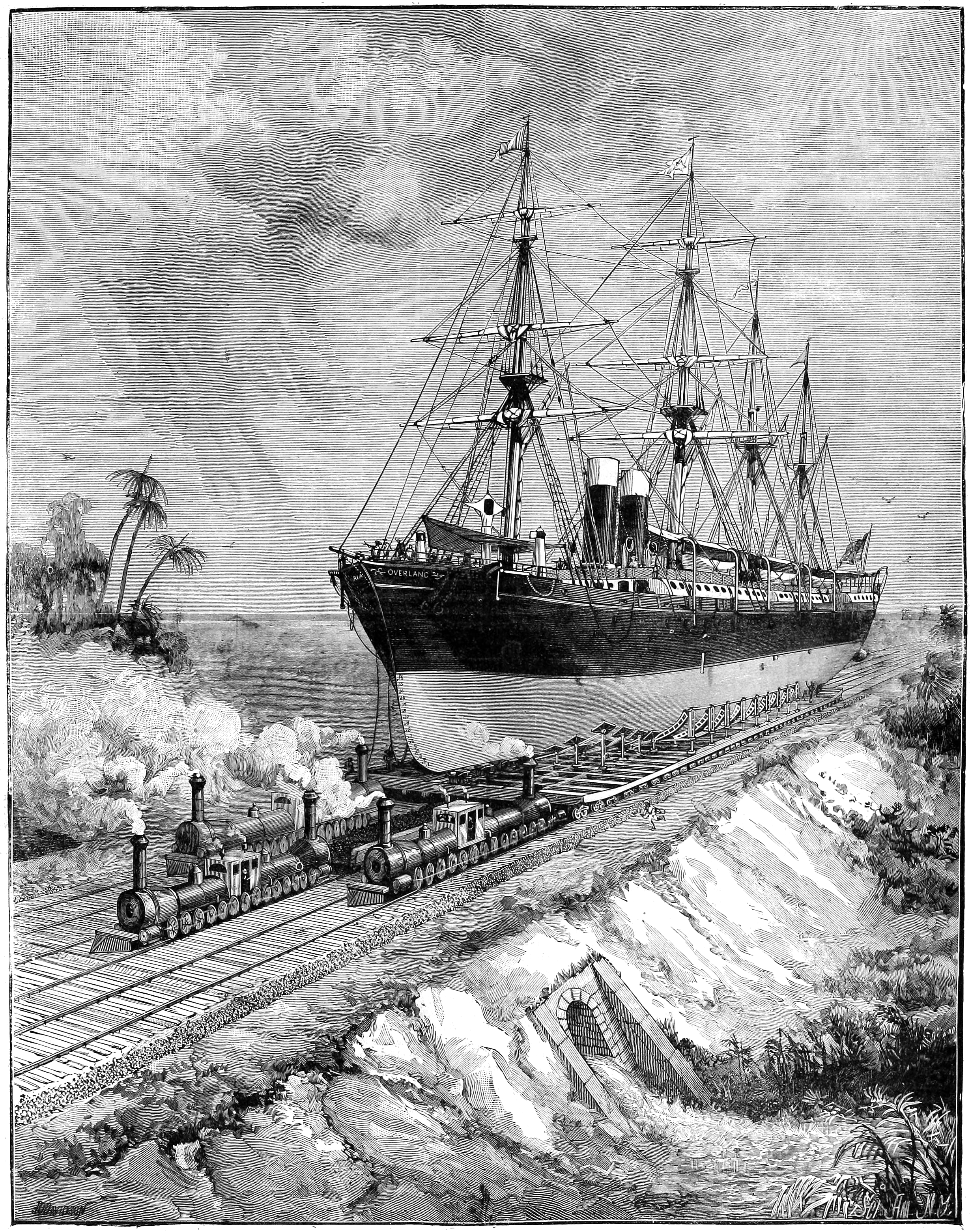
Le projet le plus ambitieux, celui de James Buchanan Eads en 1880, prévoyant de convoyer les navires maritimes par le chemin de fer

La concession de Tehuantepec est acquise en 1857 par la Louisiana Tehuantepec Company, dont le projet est d'utiliser le plus possible le cours du río Tehuantepec, puis de bâtir une voie ferrée. Mais faute de capitaux suffisants, la société dut se contenter d'une route, articulée à celle reliant la Nouvelle-Orléans et San-Francisco, via un transit en bateau à vapeur entre Minatitlán, sur le río Coatzacoalcos, et la Nouvelle-Orléans.
Un projet de canal empruntant l'isthme de Tehuantepec revient en 1867, pour lequel le gouvernement mexicain annulera ses subventions, faute d'avancement réel des travaux.
Il en sera de même avec un nouveau projet de chemin de fer, abandonné en 1882. L'année précédente, Ferdinand de Lesseps entamait le creusement du canal de Panama.
Un ultime projet, le plus ambitieux, celui d'un "chemin de fer maritime" fut parallèlement conçu par l'ingénieur américain James Buchanan Eads, pour lequel il reçut une concession du gouvernement mexicain en 1880. Ce projet prévoyait la construction d'un chemin de fer à six voies parallèles, avec un écartement entre les rails de 4 à 5 pieds, soit 1,2 mètre à 1,5 mètre. Des supports fixés par des vérins hydrauliques auraient permis la confection d'un "berceau" destiné à accueillir le navire, qui aurait ensuite été tracté par plusieurs locomotives avançant de front. La mort de Eads en 1887 entraîna l'abandon du projet.

### Construction et mise en service

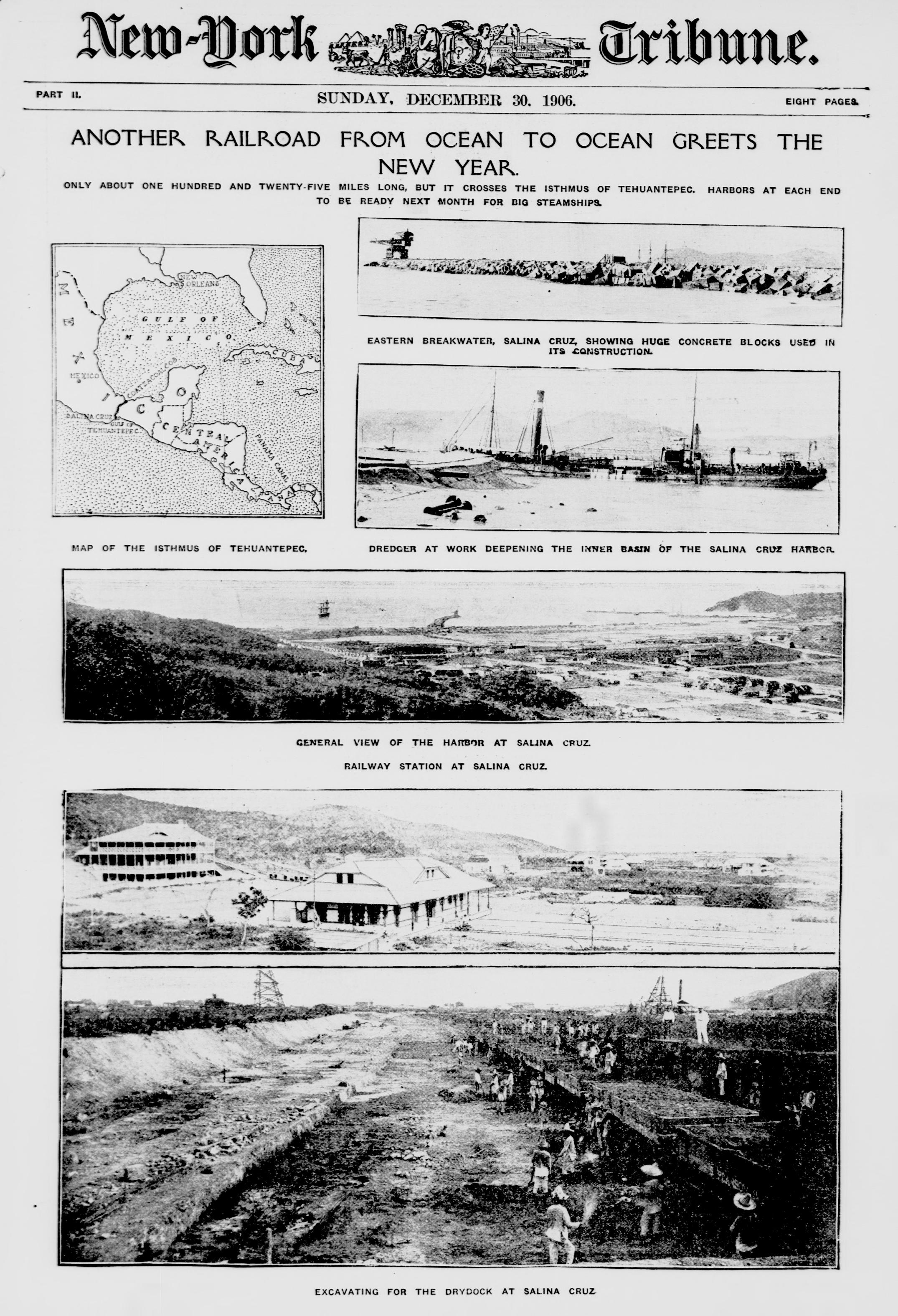
Une du New York Tribune annonçant l'inauguration de la ligne et des deux ports en eau profonde en 1907

D'autres concessions avaient été attribuées dans le courant des années 1880, et au début des années 1890, qui aboutirent à une première ligne ferroviaire achevée en 1894.Celle-ci s'avéra cependant impropre au service, et il fallut remettre l'ouvrage sur le métier. C'est l'homme d'affaire britannique Weetman Pearson, et son entreprise familiale S. Pearson & Son, qui allaient engager la reprise des travaux sur le chemin de fer, et creuser des ports en eau profonde aux deux extrémités de la ligne. À Coatzacoalcos, il fallut pour cela creuser un chenal à travers la barre maritime séparant l'embouchure du Río Coatzacoalcos des eaux profondes du golfe du Mexique. À Salina Cruz en revanche, en l'absence de fleuve ayant dégagé un chenal abrité des puissantes vagues de l'Océan Pacifique, il fallut édifier deux puissantes digues en travers d'une petite baie évasée. La ligne et les deux ports en eau profonde sont inaugurés en 1907, et un premier contrat avec l'American-Hawaiian Steamship Company prévoit le transit par l'isthme de 250000 à 300000 tonnes de sucre.
En 1908, la ligne permit à plus de 350000 tonnes de fret de franchir l'isthme et de raccorder un océan à l'autre, et en 1913, ce chiffre atteint plus de 850000 tonnes. Mais l'année 1914 allait le glas de la ligne, tout d'abord avec l'ouverture du Canal de Panama le 15 août 1914, puis, durant le même mois, avec le début de la première Guerre mondiale. En 1915, le fret interocéanique tombe à 9000 tonnes, puis à moins de 500 en 1918.
Malgré ce revers, l'itinéraire par l'isthme de Tehuantepec conservait un grand intérêt pour le commerce transocéanique. Du point de vue des États-Unis, il offrait un chemin plus court que le Canal de Panama pour rallier les deux façades océaniques du pays, et il avait l'avantage de se trouver sur le golfe du Mexique, proche de grands centres industriels américains, au bord d'une sorte de "Méditerranée américaine". Par ailleurs, les projets de canal à travers l'isthme n'avaient pas encore été tout à fait abandonnés, et à la fin des années 1940, le gouvernement mexicain envisageait encore cette solution. Le coût des infrastructures et l'accès à des volumes d'eau suffisants pour alimenter en continu les écluses étaient cependant des obstacles infranchissables.

### Le développement des conteneurs: l'occasion d'un rebond?

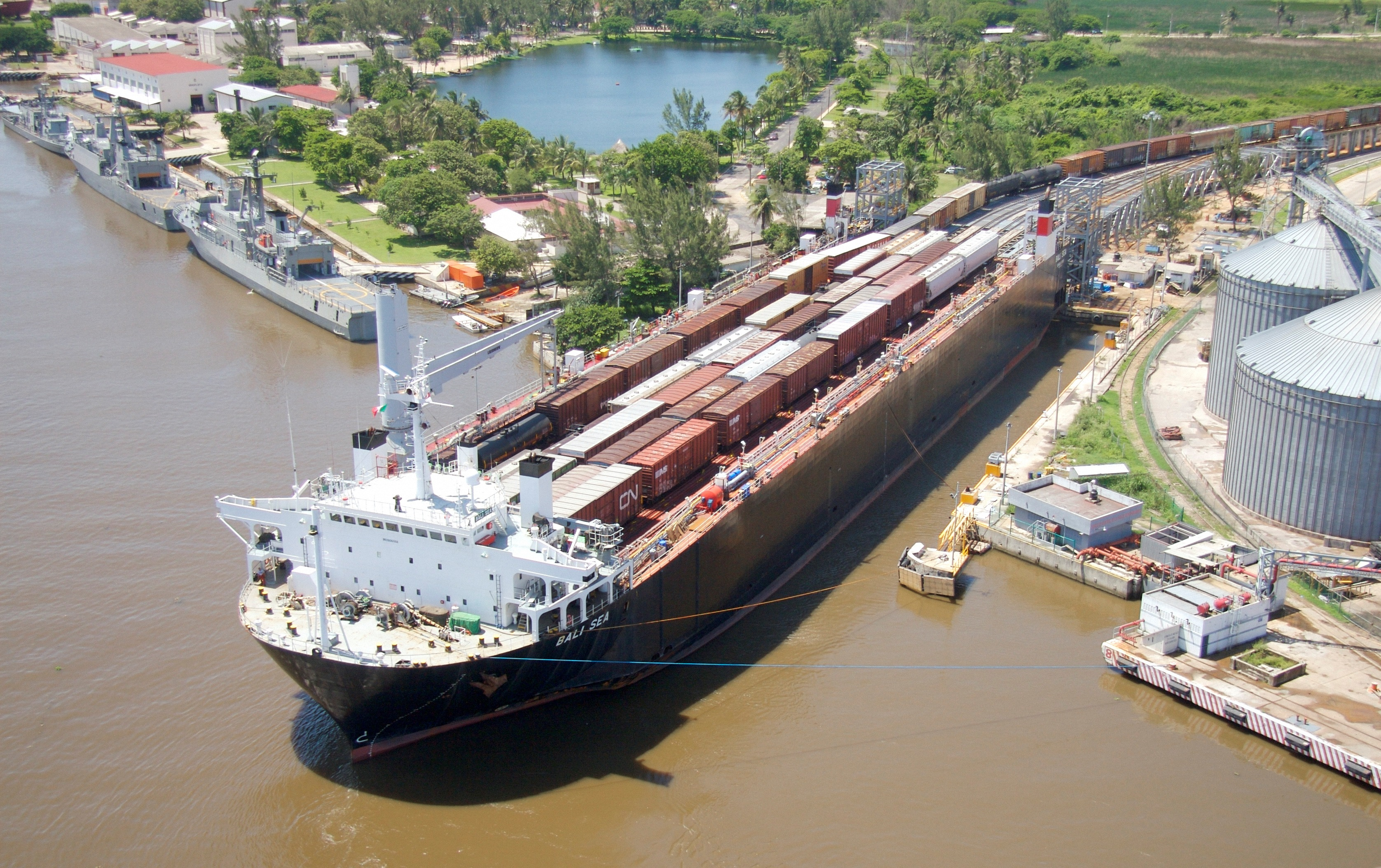
Porte-conteneurs à quai à Coatzacoalcos, au point d'intermodalité. Les trains sont montés sur rails à l'intérieur du navire, et font face à la voie de chemin de fer à terre

Le tournant pris dans les années 1970 et au début des années 1980 dans le commerce maritime, avec le développement des conteneurs et des navires les transportant, les porte-conteneurs, allait cependant ouvrir de nouveaux horizons pour la ligne. Cette forte augmentation du trafic maritime, et du tonnage des navires, commençait par ailleurs à engorger le Canal de Panama, et l'isthme de Tehuantepec redevenait une alternative opportune, ce que comprit le gouvernement mexicain. C'est dans la même période que vît le jour le projet mexicain de "pont" à travers l'isthme (ou Mexican Landbridge), qui consistait depuis les ports d'entrée à charger directement les conteneurs sur des trains ou des camions. Le trajet par route était alors de 6 heures, celui par train de 12 heures. Les ports de Coatzacoalcos et de Salina Cruz furent agrandis en conséquence, et en 1984, il était prévu que plus de 200000 conteneurs empruntent l'isthme. Le succès ne fut cependant pas au rendez-vous, et en 1984 le trafic effectif s'éleva à 4466 conteneurs, pour tomber l'année suivante à 1766.

### Début des années 2020: réhabilitation de la voie

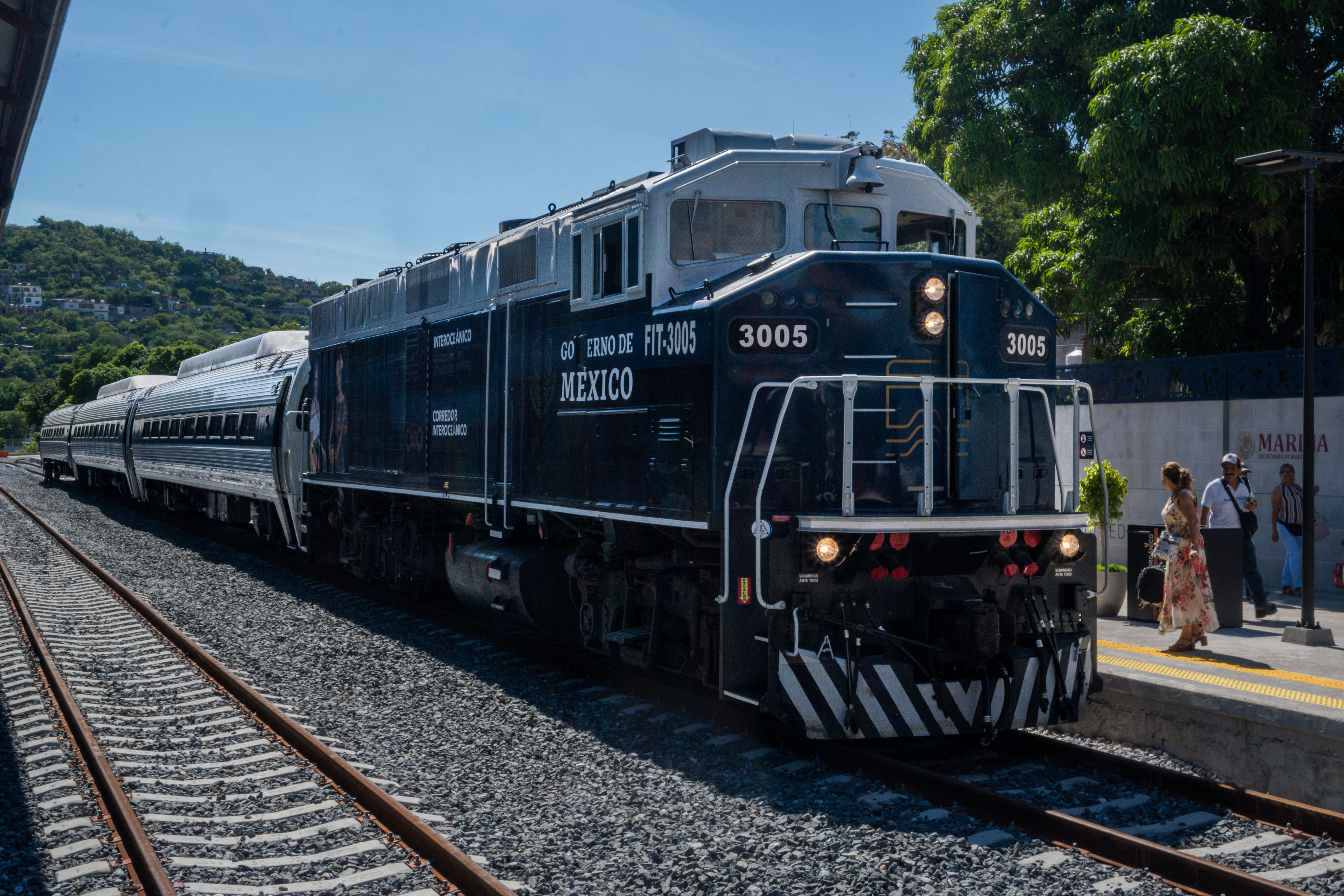
Formation du chemin de fer de l'isthme de Tehuantepec à la station de Salina Cruz, Oaxaca, Mexique.

En 2020, le président Andrés Manuel López Obrador annonce des travaux de réhabilitation sur la voie et la modernisation du matériel roulant. Pour un coût total de 20 milliards de pesos, le projet prévoit l'augmentation de la vitesse des trains, celle-ci devant passer de 20 à 70 km/h pour les trains de marchandises, tandis que les trains de voyageurs pourraient atteindre 100 km/h.
Le 22 décembre 2023, le service de train de voyageurs de la Ligne Z de Coatzacoalcos à Salina Cruz a été inauguré.